# فلسطين (قرية)
قرية فلسطين هي إحدى القرى التابعة لمركز بدر في محافظة البحيرة في جمهورية مصر العربية. حسب إحصاءات سنة 2006، بلغ إجمالي السكان في فلسطين 234 نسمة، منهم 123 رجل و111 امرأة.